# Solkan
Solkan – wieś w Słowenii, w gminie miejskiej Nova Gorica. W 2018 roku liczyła 3133 mieszkańców. 
Urodził tu się biskup Krk Josip Srebrnič.